# Avery Corman
Avery Corman (* 28. November 1935 in New York City, New York) ist ein US-amerikanischer Schriftsteller.
Er schrieb Theaterstücke, Drehbücher für Dokumentarfilme und Artikel für zahlreiche amerikanische Zeitschriften. Sein im Jahr 1977 erschienener Roman Kramer gegen Kramer wurde 1979 verfilmt. Das Scheidungsdrama wurde mit fünf Oscars ausgezeichnet. Zwei Jahre zuvor drehte Carl Reiner die Komödie Oh Gott… nach Cormans Roman O Gottogott!.
Avery Corman lebt mit seiner Familie in New York.

## Werke
- Kramer gegen Kramer. Rowohlt Taschenbuch Verlag GmbH, Reinbek, 1983, ISBN 3-499-15142-1 (Platz 1 der Spiegel-Bestsellerliste vom 28. April bis zum 11. Mai und vom 26. Mai bis zum 29. Juni 1980)
- Ein Mann steigt aus. Rowohlt Taschenbuch Verlag GmbH, Reinbek, August 1984, ISBN 3-499-15394-7
- O Gottogott!. Rowohlt Taschenbuch Verlag GmbH, Reinbek, Januar 1986, ISBN 3-499-15678-4
- Onkel Rocco. Rowohlt Taschenbuch Verlag GmbH, Reinbek, September 1987, ISBN 3-499-12113-1
- 50. Rowohlt Taschenbuch Verlag GmbH, Reinbek, April 1989, ISBN 3-499-12410-6
- Preisgegeben. Rowohlt Taschenbuch Verlag GmbH, Reinbek, April 1993, ISBN 3-499-13113-7
- Show-Time. Rowohlt Taschenbuch Verlag GmbH, Reinbek, Januar 1994, ISBN 3-499-13342-3
- Eine perfekte Scheidung. Verlagsgruppe Weltbild GmbH, Augsburg, 2005, ISBN 3-89897-178-3

## Verfilmungen
- 1977: Oh Gott (Oh Good), mit John Denver und George Burns
- 1979: Kramer gegen Kramer, mit Dustin Hoffman und Meryl Streep